# Комплектование

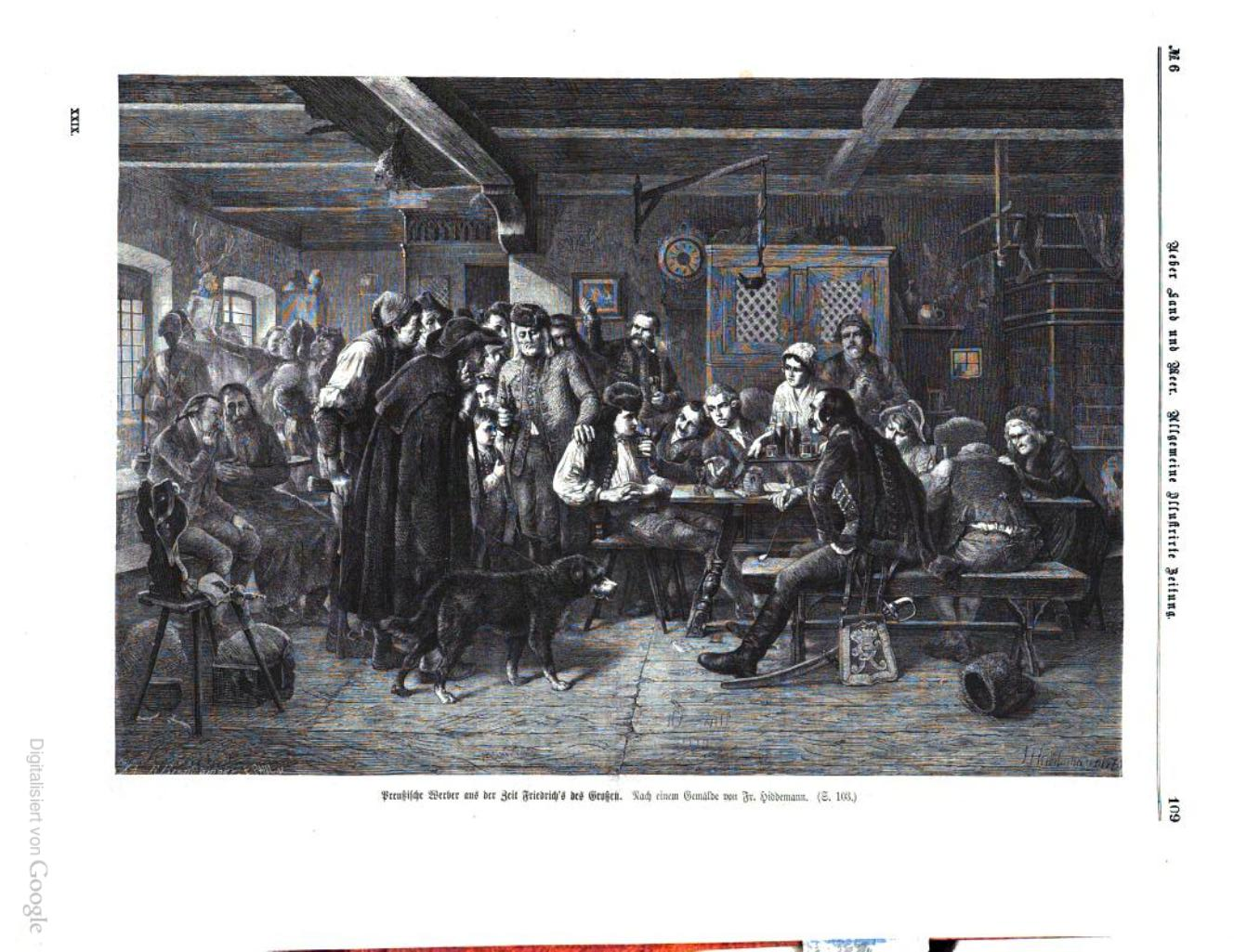
Вербовка в солдаты в Пруссии при Фридрихе II.

Комплектование — государственная система и способ пополнения (набора, отбора) личного состава в вооружённые силы (ВС) государства (федерации), установленная в соответствии с его (её) законодательством.
Комплектование (отбор, набор, призыв) имеет громадное значение, в жизни человека, общества и государства, как общегосударственное, так и военное и личное, и представляет собой один из важнейших вопросов как военного быта, так равно и жизни государственной. Ранее Комплектование включало в свой состав и государственную систему и способ пополнения конского состава ВС государства.

## История
ВС прошли путь от дружин и народного ополчения, через войско (рать), регулярные лейб-гвардию, гвардию, армию, флот, авиация и так далее, до профессиональных вооружённых сил, и во все времена развития цивилизаций существовала система и способ их комплектования, в зависимости от их военного дела.
В периоды расцвета древних государств, которые сопровождались захватническими войнами, вводилась рекрутская повинность широких слоёв населения, позволявшая набирать и пополнять необходимые для военных походов большое войско. В частности, рекрутские наборы существовали в Древнем Египте в эпоху Нового Царства (II тысячелетие до нашей эры), в Ассирии, ведшей частые войны в I тысячелетии до нашей эры.

«Я не оскверню этого священного оружия и не покину в рядах моего товарища. Я буду защищать не только то, что свято, но и то, что не свято, как один, так и вместе с другими. Я передам потомкам отечество не униженным или уменьшенным, но возросшим и в положении улучшенном сравнительно с тем, в каком я его наследовал. Я буду почитать решения мудрых. Я буду повиноваться законам, которые были или будут народом приняты, и если кто вздумает нарушить их, я не должен того допускать, и стану защищать их, всё равно придётся ли мне делать это одному или будут со мною другие. Я буду чтить верования».— Клятва эфеба, Уссинг. Воспитание и обучение у греков и римлян. — СПб., 1878 год, стр. 141.
В Древней Греции в результате «гоплитской революции» основную роль в сражениях стали играть не аристократические рода оружия — конница и колесницы — а тяжёловооружённая пехота. Для войн нового образца потребовались многочисленные войска, формируемые путём созыва народного ополчения. Военная служба становится основной обязанностью гражданина полиса (города-государства) Древней Греции и италийских государств.
А при угрозе Римскому царству в нём прекращались все работы, земледелие и производство, и в римское войско набирались все, кто мог просто нести оружие — жители этой категории назывались tumultuarii (subitarii), a войско — tumultuarius (subitarius) exercitus. Так как обычная процедура Комплектования (набора) занимала больше времени, главнокомандующий этим войском магистрат выносил из Капитолия специальные знамёна: красное, обозначающие набор в пехоту, и зелёное — в конницу, после чего традиционно объявлял: «Qui respublicam salvam vult, me sequatur» («Тот кто хочет спасти государство, пусть последует за мной»), то есть осуществлялся добровольный способ комплектования ВС.
В средневековье в Западной Европе существовала система найма или вербовки отрядов (банд), например Ландскнехты, Швейцарские гвардейцы и так далее. Система найма или вербовки получила особенное развитие на Западе в середине XVII столетия.
В 1798 году Французская республика первая отказалась от вербовки (найма) и приняла начало повинности (всеобщая воинская повинность, конскрипция) для её населения. Примеру революционных французов, в 1813 году, последовала Королевская Пруссия, которая провела этот систему  комплектования особенно последовательно. Позже все главнейшие европейские государства стали комплектовать свои ВС путём этой повинности.
В XVIII — XIX столетиях, во всех главнейших европейских государствах воинская повинность была личная, общеобязательная и составляло право гражданина, способного носить оружие — право, которого порочные элементы лишались, и типичные системы комплектования лейб-гвардии, армии, флота и иных формирований ВС, нижними чинами были две: наём и повинность. 
В России, на начало XX столетия, комплектование армии и флота распадалось на комплектование армии и флота нижними чинами и комплектование корпуса офицеров, и достигалось приёмом желающих по найму или обязательной личной повинностью.
В современный период времени ВС как правило комплектуются по смешанной системе комплектования (призыв на службу и приём контрактников), что позволяет иметь ВС государства боеготовые формирования родов войск (сил) видов ВС, отдельных родов войск, специальных войск и спецслужб, с их запасом.

## Виды и типы
Существовали и существуют следующие виды и типы комплектования ВС:
- Вербовка, найм или контракт;
- Принудительная вербовка на флот;
- Общеобязательной воинская повинность[8]:
  - назначение на службу по призыву;
  - приём вольноопределяющихся;
  - приём охотников (добровольцев).
- Воинская обязанность;
  - призыв на службу, например граждане Австрийской республики высказались за сохранение призыва, на государственном референдуме в 2013 году, и призывники составляют 50 % от численности личного состава ВС Австрии, также предусмотрена альтернативная служба, и в отличие от Швейцарской конфедерации, нельзя освободиться от призыва путём уплаты так называемого «военного налога», а в Швейцарская конфедерация призыв в ВС Швейцарии осуществляется в возрасте от 20 лет на срок 300 дней, и с 1996 года предусмотрена также альтернативная служба. Призыв как и наём (швейцарские наёмники) является традицией для этого государства, и на референдуме 22 сентября 2013 года 73 % голосовавших граждан высказались против отмены призыва на службу, но есть возможность освобождения от неё путём уплаты «военного налога» государству;
  - приём контрактников.
- Смешанная система (призыв на службу и приём контрактников).